# Wielka Synagoga w Oranie
Wielka Synagoga w Oranie (arab. معبد وهران العظيم; fr. Grande synagogue d'Oran) – synagoga znajdująca się w Oranie w Algierii, przy alei Maata Mohameda El Habiba, dawniej zwanej Joffre. Była jedną z największych synagog w północnej Afryce.
Synagoga została zbudowana w latach 1880–1918 w stylu mauretańskim, z inicjatywy Simona Kanoui'ego. W 1975 roku budynek synagogi został przemianowany na meczet i taką funkcję pełni do dziś.